# Мелания Старшая
Мела́ния Ста́ршая (лат. Melania Maior; 350, Рим — 410, Иерусалим) — христианская святая. Мать Валерия Публиколы, отца святой Мелании Младшей.

## Житие
Вдова Римского префекта. Была матерью Валерия Публиколы, римского патриция из рода Валериев, богатейшего владельца имений в Риме, на Сицилии, в Испании, в Галлии, в Аквитании, в Бретани и в Северной Африке, отца Мелании Младшей Римской.
Потеряв мужа и двух детей, приблизительно, в 365 году, она отправилась в Святую Землю. Вместе с Руфином Аквилейским основала монастырь на Елеонской горе.